# Королёв, Михаил Антонович
Михаил Антонович Королёв (12 сентября 1931, Алма-Ата, Казахская ССР, СССР — 28 января 2016, Москва, Российская Федерация) — советский, российский ученый и государственный деятель, начальник Центрального статистического управления СССР (1985—1987), председатель Государственного комитета СССР по статистике (1987—1989).

## Биография
В 1954 г. окончил Московский институт народного хозяйства им. Г. В. Плеханова, в 1954—1956 гг. — ассистент кафедры.
- 1956—1971 гг. — работа в Московском экономико-статистическом институте (МЭСИ): доцент, старший научный сотрудник, заведующий кафедрой,
- 1966—1971 гг. — ректор Московского экономико-статистического института,
- 1972—1975 гг. — заместитель начальника,
- 1975—1987 гг. — первый заместитель начальника Центрального статистического управления (ЦСУ) СССР,
- 1985—1987 гг. — начальник ЦСУ СССР,
- 1987—1989 гг. — председатель Государственного комитета СССР по статистике.

С июля 1989 г. персональный пенсионер союзного значения. Одновременно в декабре 1989 — январе 1991 гг. консультантом Общего отдела ЦК КПСС.
Доктор экономических наук, профессор.
В 1992—2009 гг. — председатель Статистического комитета СНГ (с 1995 — Межгосударственный статистический комитет СНГ). С 2010 г. — заместитель председателя Межгосударственного статистического комитета СНГ.
Кандидат в члены ЦК КПСС (1986—1989). Депутат Верховного Совета СССР 11-го созыва, Член Совета Министров СССР (1985—1989), Экономического совета СССР (1987—1989), Государственной плановой комиссии СССР (1986—1989).
Увлекался живописью и поэзией. Был кандидатом в мастера спорта по шахматам.
Похоронен в колумбарии на Ваганьковском кладбище.

## Научная деятельность
- 1957 г. — публикация первой книги[2], 1958 г. — защита кандидатской диссертации[3], в 1959 г. — руководитель счетного участка переписи населения и первая благодарность Правительства. 1960 г. — ученое звание доцента, заведующий кафедрой. Автор теории машинной обработки экономической информации[4] и публикаций по механизации экономических работ, метаинформации и алгоритмическим языкам[5][6].
- 1961/1962 учебный год — стажировка в Мичиганском университете (США). Изучал опыт США по механизации учёта, макроэкономическим моделям, организации университетов, работал в вычислительном центре. Перевел новый алгоритмический язык для бизнеса — КОБОЛ[7].
- На основе доклада Комиссии академика Глушкова В. М. о языке КОБОЛ, и создание по её решению алгоритмического языка АЛГЭК[8]. 1964—1968 — участие в работе Группы алгоритмических языков Академий наук стран-членов СЭВ по средствам программирования для пользователей.
- 1966 г. — защита докторской диссертации[9][10], утверждение в ученом звании профессора. Автор более 20 книг (в том числе первых в стране учебников по информационным системам и структурам данных[11][12]) и 250 статей. Научный руководитель более 30 человек, защитивших диссертации.
- С сентября 1966 г. — ректор МЭСИ. Реформирование института: создание новых дисциплин, специальностей, кафедр, научно-исследовательских лабораторий, автоматизированной системы вуза[13][14], включавшей впервые в стране систему приема вступительных экзаменов «Абитуриент»[15] (прообраз будущего Единого государственного экзамена — ЕГЭ), одобренную Коллегией Министерства высшего образования СССР и получившую золотую медаль ВДНХ. Наладил международные связи института. Возрос престиж МЭСИ и конкурс на поступление в него.
- Правительством было одобрено строительство для МЭСИ комплекса учебных, научных и жилых зданий, а также стадиона на участке в районе Матвеевское; были выделены капитальные вложения и утверждён проект первой очереди строительства.

## Организация статистической деятельности
- 1972 г. — перевод на работу заместителем Начальника Центрального статистического управления СССР. С 1975 — первый заместитель. В 1972—1985 годах — Председатель Научно-методологического совета ЦСУ СССР. Курирование международной деятельности. Непосредственное участие в подготовке и выпуске статистических изданий, аналитической работе, крупных исследованиях. Член редколлегий ряда журналов.
- 1978—1985 гг. — лекции по статистике для руководителей отраслей в Академии народного хозяйства при Совете Министров СССР[16][17][18].
- 1985—1987 гг. — начальник ЦСУ СССР и член Совета Министров (1985—1989), член Госплана СССР (1986—1989). Реорганизация статистики в связи с новыми условиями управления. Изменение системы показателей, методологии и организации статистических работ. 1987 — преобразование ЦСУ СССР по его инициативе в Государственный комитет СССР по статистике; назначение его Председателем.
- За 1985—1989 гг. его руководства выросли права и авторитет всех органов государственной статистики, укрепилась их техническая база, улучшилось материальное положение работников, сократилась отчетность, углубился анализ, повысилась гласность статистики. Для освоения действующих в мире стандартов макроэкономической статистики по его инициативе был введен в 1988 году показатель валовой национальный продукт (ВНП)[19].
- 1992—2009 гг. — председатель и с 2010 г. — заместитель председателя Статистического комитета Содружества Независимых Государств (с 1995 — Межгосударственный статистический комитет СНГ), созданного для координации деятельности статистических служб, выработки рекомендаций по статистике, организации межгосударственного обмена и обеспечения статистической информацией органов управления государств СНГ. Статкомитет СНГ подготовил сотни методологических документов, провел более тысячи семинаров и консультаций, издал тысячи публикаций и докладов[20].

## Международная деятельность
- В 1972—1989 гг. — руководитель Постоянной комиссии стран-членов СЭВ по сотрудничеству в области статистики по обмену опытом работы и выработке единой методологии для публикаций. Работы по сопоставлениям экономик стран СЭВ за 1973, 1978, 1983 и 1988 гг.
- С 1976 г. — активное участие в работе Статистической комиссии ООН, созданной для обсуждения и принятия важнейших стандартов статистики. В 1979—1981 гг. — её председатель, в 1976—1979 и 1989—1991 гг. — вице-председатель. Особое внимание уделял сопоставимости международной статистики, в частности, принятой на западе Системы национальных счетов (СНС) и нашей системы Баланса народного хозяйства (БНХ).
- С 2003 г. — член Комитета по координации статистической деятельности (ООН). С 1974 г. — участник Конференции европейских статистиков Европейской Экономической Комиссии ООН и её Бюро. С 1996 г. — участник Комитета по статистике ЭСКАТО ООН. С 1981 г. — член Международного статистического института, избирался в состав его Президиума. Участие в заседаниях многих международных конференций, семинаров и рабочих групп экспертов, проводимых ОЭСР, Евростат Европейского Союза, МОТ, Комиссией по народонаселению ООН, Всемирным банком и др.
- В ноябре 1995 г. — консультации в КНР в качестве эксперта Всемирного банка по вопросу организации обучения их статистиков.
- Сотрудничество с международными организациями помогло переходу стран СНГ на принятые стандарты и укреплению потенциала их служб.

## Труды
1. ↑  Московские могилы. КОРОЛЁВ Михаил Антонович (1931 – 2016). www.moscow-tombs.ru. Дата обращения: 24 июля 2021. Архивировано 20 августа 2021 года.
2. ↑  Исаков В. И., Королев М. А., Проектирование механизированного учёта, Госстатиздат, 1957.
3. ↑  Королев М. А., Учётно-плановые показатели — предмет механизированной обработки, диссертация на соискание ученой степени кандидата экономических наук. М., 1958.
4. ↑  Королев М. А., О теории механизированной обработки экономической информации, Госфиниздат, Проблемы механизации учёта, 1963
5. ↑  Волков С. И., Королев М. А., Механизированный учёт на предприятии, Госфиниздат, 1960.
6. ↑  Исаков В. И., Королев М. А., Вопросы комплексной механизации учёта, Госфиниздат, 1961.
7. ↑  Королев М. А., КОБОЛ — язык для алгоритмизации экономических расчетов, брошюра, ГОСИНТИ, 1964.
8. ↑  Королев М. А., Кузьмин К. С., Лавров С. С., Летичевский А. А., Столяров Г. К., Шура-Бура М. Р., Сообщение об алгоритмическом языке АЛГЭК. «Кибернетика», № 2, 1966.
9. ↑  Королев М. А., Некоторые теоретические вопросы механизированной обработки экономической информации, диссертация на соискание ученой степени доктора экономических наук. М., 1966.
10. ↑  Королев М. А., Обработка экономической информации на электронных машинах (некоторые теоретические вопросы), Экономиздат, 1964.
11. ↑  Королев М. А., Клешко Г. Н., Мишенин А. И. Информационные системы и структуры данных. Под редакцией проф. Королева М. А., учебник для вузов, М. «Статистика» 1977.
12. ↑  Королев М. А., Мишенин А. И., Хотяшов Э. Н. Теория экономических информационных систем. Под редакцией проф. Королева М. А., второе издание, переработанное и дополненное. Учебник. М., Финансы и статистика, 1984.
13. ↑  Автоматизированная система управления Московского экономико-статистического института (справка о состоянии работ). М., Министерство высшего и среднего специального образования, 1969.
14. ↑  Использование ЭВМ в организации и планировании учебного процесса. Под общей редакцией проф. Королева М. А. М., «Высшая школа», 1972.
15. ↑  Использование ЭВМ «Минск-22» для приема вступительных экзаменов в Московском экономико-статистическом институте, экспресс-информация. М., МВ и ССО СССР, Информационный центр высшей школы, 1972.
16. ↑  Королев М. А., Эйдельман М. Р., Боярский А. Я., Матюха И. Я. Основы экономической и социальной статистики. Учебное пособие. М.: Академия Народного хозяйства СССР, 1980.
17. ↑  Проблемы совершенствования экономической статистики. Под ред. Королева М. А. Учебное пособие. М.Академия народного хозяйства, 1980.
18. ↑  Королев М. А., Фигурнов Э. Б., Статистика и экономический анализ в управлении народным хозяйством. Учебник. М., Экономика 1985.
19. ↑  Статистический словарь, издание 2-е, переработанное и дополненное. Главный редактор М. А. Королев. М., Финансы и статистика, 1989.
20. ↑  Королев М. А., Межгосударственный статистический комитет Содружества Независимых Государств: Важнейшие направления деятельности. Вестник Межпарламентской ассамблеи, № 1(32), Санкт-Петербург, 2002 и др.

## Награды

### Ордена, медали и другие правительственные награды
- Ордена Трудового Красного Знамени (1971 и 1986).
- Орден Дружбы народов (1979).
- Орден Дружбы (2002).
- Медали: «За доблестный труд. В ознаменование 100-летия со дня рождения В. И. Ленина» (1970), «Ветеран труда» (1985), «В память 850-летия Москвы» (1997), «За проведение Всероссийской сельскохозяйственной переписи 2006 г.» (2006).
- Медаль Монгольской народной республики (1971).
- Благодарности Правительства СССР за участие в проведении переписей населения 1959, 1960, 1970 и 1989 годов.
- Благодарность Правительства Российской федерации (2006).
- Почётная грамота Совета Министров Республики Беларусь.
- Грамота Содружества Независимых Государств (2009).
- Благодарность Министра экономического развития Российской федерации (2011).
- Благодарность Исполнительного комитета СНГ, Исполнительного секретаря СНГ (2011).
- Почётная грамота ЕврАзЭСа (2011).
- Почётная грамота Совета ветеранов министров СССР и РСФСР (2011).

### Почётные титулы и звания
- Заслуженный деятель науки РСФСР.
- Академик Международной академии информатизации.
- Академик Академии проблем безопасности, обороны и правопорядка Российской Федерации.
- Действительный член Международного статистического института.
- Почётный профессор Московского государственного университета экономики, статистики и информатики.
- Почётный профессор Всероссийского заочного финансово-экономического института (2011).
- Почётный профессор Сианьского статистического института КНР.

### Другие почести
- Нагрудный знак «Высшая школа СССР».
- Нагрудные знаки «Отличник статистики» статистических служб Российской Федерации (2002), Кыргызстана (1995), Украины (2011) и Монголии (1986).
- Золотая медаль ВДНХ.
- Звезда с именем «Королев Михаил Антонович» в созвездии Стрельца (каталог «Звездный альманах», № IS122-534) и др.

## Упоминание в литературе
- Советский Энциклопедический Словарь, четвёртое издание (Издательство «Советская Энциклопедия», 1987.
- Министры советской эпохи о времени, о соратниках, о себе. Издательство Патриот, Москва, 2009 и 2010.
- И. М. Антонова, «Человек — эпоха», Очерки и воспоминания о выдающемся труженике и патриоте Н. К. Байбакове, Москва, 2010.
- Ежегодные справочники «Международное Кто есть Кто», издательство Европа Пабликейшнз Лтд, Лондон, Великобритания.
- Справочники Международного биографического центра (Кембридж, Великобритания): «Выдающиеся люди 20 столетия» (2001), «Выдающиеся люди 21 столетия» (2003), «Ведущие ученые Мира» (2006) и др.